# Лербретир, Альфред
Альфред Лербретир (чеш. Alfred Lerbretier; 1913 — неизвестно) — чехословацкий гребец, выступавший за сборную Чехословакии по академической гребле в 1930-х годах. Один из гребцов чехословацкой четвёрки на летних Олимпийских играх в Берлине.

## Биография
Альфред Лербретир родился в 1913 году.
Наиболее значимое выступление в своей спортивной карьере совершил в сезоне 1936 года, когда вошёл в состав чехословацкой национальной сборной и благодаря череде удачных выступлений удостоился права защищать честь страны на летних Олимпийских играх в Берлине. В составе экипажа-четвёрки, куда также вошли гребцы Франтишек Малонь, Ян Матоушек, Ярослав Мысливечек и рулевой Йозеф Ябор, занял пятое место на предварительном квалификационном этапе и финишировал третьим на стадии полуфиналов — с таким результатом выйти в решающий финальный заезд не смог.
После берлинской Олимпиады Лербретир больше не показывал сколько-нибудь значимых результатов в академической гребле на международной арене. Дата и место смерти неизвестны.